# Jarl Andrén
Sven Jarl Andrén, född den 27 september 1937 i Örgryte församling i Göteborg, död den 11 juni 2017 i Nyköping, var en svensk fotbollsspelare.
Andrén gjorde GIF Sundsvalls första allsvenska mål någonsin 1965. Han rekryterades till GIF Sundsvall från Örgryte IS.
Jarl Andrén var från 1962 till sin död gift med Rose-Marie Isaksson (född 1936).